# کمانگرکلا
کمانگرکلا، روستایی از توابع بخش مرکزی شهرستان قائم‌شهر در استان مازندران ایران.

## جمعیت
جمعیت این روستا در سال 1392/05/18به تعداد 250 نفر معادل 67 خانوار رسیده...
1. «: کمیته تخصصی نام نگاری و یکسان‌سازی نام‌های جغرافیایی ایران :». بایگانی‌شده از اصلی در ۲۹ اوت ۲۰۱۱. دریافت‌شده در ۱۹ ژوئیه ۲۰۱۱.

## آشنایی
این روستا یکی از روستای سرسبز مازندران از توابع شهرستان قائمشهر می‌باشد که با شهرستان قائمشهر 22 کیلومتر فاصله دارد که از شمال به روستای صنم حاجیکلاه و از شرق به روستای نوری محله و از غرب به روستای تیل خوانی و از جنوب به جنگل‌های سرسبز شمال متصل می‌باشد این روستا دارای مناطق جلگه‌ای غنی می‌باشد که در پایین دست آن برنج کشت می‌شود و در قسمت بالا دست آن داری شیب تند که در آن باغات مرکبات به وفور موجود می‌باشد. شغل اکثر مردم این منطقه کشاورزی و دامپروری می‌باشد. مناطق بالادست که دارای شیب تند می‌باشد که داری دید مناسب به شهرهای ساری/قائمشهر/بابل/آمل می‌باشد . این روستا دارای مناظر طبیعی زیبا نیز می‌باشد.

## تصاویر
- پرونده:Http://commons.wikimedia.org/wiki/File:2010-06-13 18.32.27لللل.jpg
- پرونده:Http://commons.wikimedia.org/wiki/File:2013-01-15 14.59.58لللل.jpg
- پرونده:Http://commons.wikimedia.org/wiki/File:2013-04-15 12.04.53لللل.jpg
- پرونده:Http://commons.wikimedia.org/wiki/File:176لللابلزلل.JPG
- پرونده:Http://commons.wikimedia.org/wiki/File:للللللعکس0047.jpg
- پرونده:Http://commons.wikimedia.org/wiki/File:Sdzs (4)للللللل.JPG
- پرونده:Http://commons.wikimedia.org/wiki/File:۵۷ییییییللللل.jpg

http://www.worldup.ir/images/vf5pay09nx3adreqokro.jpg%5Bپیوند+مرده%5D
http://www.worldup.ir/images/j6yq5thngfhj3eegqs2q.jpg بایگانی‌شده  در ۵ مارس ۲۰۱۶ توسط Wayback Machine
http://www.worldup.ir/images/41l3zs0jdfed036b90su.jpg%5Bپیوند+مرده%5D
http://www.worldup.ir/images/oplxmtfay9pyuvofbom.jpg بایگانی‌شده  در ۵ مارس ۲۰۱۶ توسط Wayback Machine
http://www.worldup.ir/images/7j2fkyg6enfgq2fmn3wv.jpg بایگانی‌شده  در ۵ مارس ۲۰۱۶ توسط Wayback Machine